# Copa Libertadores Sub-20 de 2018
La Copa Libertadores Sub-20 de 2018, oficialmente Copa Conmebol Libertadores Sub-20 de 2018, fue la cuarta edición de este torneo sudamericano de clubes organizado por la Conmebol en la categoría Sub-20. La competición tuvo como sede Uruguay.
Participaron un total de doce equipos provenientes de diez países: Argentina, Bolivia, Brasil, Chile, Colombia, Ecuador, Paraguay, Perú, Uruguay y Venezuela incluyendo dos plazas adicionales al campeón defensor y al país sede del torneo; en esta edición São Paulo de Brasil y un segundo equipo de Uruguay.
En esta edición el club Nacional de Uruguay, se quedó con su primer título en esta categoría al derrotar en la final a Independiente del Valle de Ecuador por 2-1.

## Equipos participantes
| País                            | Equipo                  | Vía de clasificación                                                                    |
| ------------------------------- | ----------------------- | --------------------------------------------------------------------------------------- |
| Argentina 1 cupo                | Talleres (Córdoba)      | Campeón del Torneo de Cuarta División 2017                                              |
| Bolivia 1 cupo                  | Quebracho               | Campeón del Torneo Nacional Sub-20                                                      |
| Brasil 1 cupo + campeón vigente | São Paulo Cruzeiro      | Campeón de la Copa Libertadores Sub-20 de 2016 Campeón de la Supercopa de Brasil Sub-20 |
| Chile 1 cupo                    | Colo Colo               | Campeón Nacional Fútbol Joven ANFP Sub-19                                               |
| Colombia 1 cupo                 | La Equidad              | Campeón de la Supercopa Juvenil FCF 2017                                                |
| Ecuador 1 cupo                  | Independiente del Valle | Campeón del Torneo Sub-18 de Serie A.                                                   |
| Paraguay 1 cupo                 | Libertad                | Campeón Absoluto Sub-19                                                                 |
| Perú 1 cupo                     | Sport Huancayo          | Campeón del Torneo de Promoción y Reserva de 2017                                       |
| Uruguay 2 cupos                 | Nacional River Plate    | Campeón Anual Sub-19 de 2017 Subcampeón Anual Sub-19 de 2017                            |
| Venezuela 1 cupo                | Atlético Venezuela      | Campeón Serie Oro Sub-20 de 2017                                                        |

## Formato
Se disputará en dos fases: Fase Preliminar (Grupos) y Fase Final. La Fase Preliminar la disputarán los 12 equipos clasificados, distribuidos en 3 grupos: A, B y C. Una vez finalizada la Fase Preliminar, clasificarán para la Fase Final 4 equipos: los 3 equipos ubicados en la primera posición en sus respectivos grupos y el mejor de los 3 equipos ubicados en la segunda posición, quienes disputarán las Semifinales. Los ganadores de las Semifinales disputarán el partido final por el campeonato y los perdedores disputarán el partido por la tercera posición del campeonato.

## Sede
El torneo se disputa íntegramente en el Estadio Centenario de Montevideo.
| Uruguay                       |            |
| Ciudad                        | Estadio    |
| Montevideo                    | Centenario |
|                               |            |
| 60 236 espectadores           |            |
| Copa Libertadores Sub-20 2018 |            |

## Sorteo
El sorteo de grupos se llevó a cabo el jueves 25 de enero a las 16:00 horas en la Sala de Asambleas de la Asociación Uruguaya de Fútbol en Montevideo, Uruguay.

## Fase de grupos
- Los horarios corresponden a la hora de Uruguay (UTC-3)

### Grupo A
| Equipo             | Pts. | PJ | PG | PE | PP | GF | GC | Dif. |
| ------------------ | ---- | -- | -- | -- | -- | -- | -- | ---- |
| São Paulo          | 7    | 3  | 2  | 1  | 0  | 13 | 2  | +11  |
| Talleres (Córdoba) | 7    | 3  | 2  | 1  | 0  | 6  | 1  | +5   |
| Atlético Venezuela | 3    | 3  | 1  | 0  | 2  | 4  | 10 | -6   |
| Quebracho          | 0    | 3  | 0  | 0  | 3  | 1  | 11 | -10  |

| 10 de febrero de 2018, 16:30 | São Paulo                                                              | 6:0 (3:0) | Quebracho | Estadio Centenario, Montevideo |                            |
|                              | Toró 22' 37' · Gabriel Novaes 32' 58' · Gabriel Sara 49' · Fabinho 80' | Reporte   |           | Árbitro(s): Gustavo Tejera     | Árbitro(s): Gustavo Tejera |

| 10 de febrero de 2018, 18:45 | Atlético Venezuela | 0:3 (0:1) | Talleres (Córdoba)       | Estadio Centenario, Montevideo |                           |
|                              |                    | Reporte   | Nahuel Bustos 7' 48' 59' | Árbitro(s): Nicolás Gallo      | Árbitro(s): Nicolás Gallo |

| 13 de febrero de 2018, 16:30 | São Paulo                                                                  | 6:1 (1:0) | Atlético Venezuela  | Estadio Centenario, Montevideo |                        |
|                              | Helinho 12' · Igor 60' · Toró 68' 83' · Rodrigo 85' (pen.) · Bruno Dip 88' | Reporte   | Yeangel Montero 64' | Árbitro(s): Luis Garay         | Árbitro(s): Luis Garay |

| 13 de febrero de 2018, 18:45 | Quebracho | 0:2 (0:1) | Talleres (Córdoba)                        | Estadio Centenario, Montevideo |                             |
|                              |           | Reporte   | Mauro Valiente 45'+1' · Nahuel Bustos 51' | Árbitro(s): Cesar Deischler    | Árbitro(s): Cesar Deischler |

| 16 de febrero de 2018, 16:30 | Talleres (Córdoba) | 1:1 (0:0) | São Paulo   | Estadio Centenario, Montevideo   |                                  |
|                              | Marcos Arturia 75' | Reporte   | Liziero 61' | Árbitro(s): José Natanael Méndez | Árbitro(s): José Natanael Méndez |

| 16 de febrero de 2018, 18:45 | Quebracho        | 1:3 (1:2) | Atlético Venezuela        | Estadio Centenario, Montevideo |                            |
|                              | Mauricio Paz 18' | Reporte   | Robin Ramos 43' 45+2' 58' | Árbitro(s): Gustavo Tejera     | Árbitro(s): Gustavo Tejera |

### Grupo B
| Equipo      | Pts. | PJ | PG | PE | PP | GF | GC | Dif. |
| ----------- | ---- | -- | -- | -- | -- | -- | -- | ---- |
| River Plate | 7    | 3  | 2  | 1  | 0  | 2  | 0  | +2   |
| Libertad    | 5    | 3  | 1  | 2  | 0  | 5  | 3  | +2   |
| La Equidad  | 4    | 3  | 1  | 1  | 1  | 4  | 4  | 0    |
| Cruzeiro    | 0    | 3  | 0  | 0  | 3  | 2  | 6  | -4   |

| 11 de febrero de 2018, 16:30 | Libertad                                                         | 3:1 (1:1) | Cruzeiro    | Estadio Centenario, Montevideo |                                |
|                              | Jonathan Valiente 45' · Álvaro Recalade 66' · Jesús Amarilla 84' | Reporte   | Vitinho 41' | Árbitro(s): Fernando Echenique | Árbitro(s): Fernando Echenique |

| 11 de febrero de 2018, 18:45 | River Plate      | 1:0 (0:0) | La Equidad | Estadio Centenario, Montevideo |                                |
|                              | Facundo Vigo 78' | Reporte   |            | Árbitro(s): Guillermo Guerrero | Árbitro(s): Guillermo Guerrero |

| 14 de febrero de 2018, 16:30 | Libertad | 0:0     | River Plate | Estadio Centenario, Montevideo |                            |
|                              |          | Reporte |             | Árbitro(s): Alexis Herrera     | Árbitro(s): Alexis Herrera |

| 14 de febrero de 2018, 18:45 | Cruzeiro   | 1:2 (1:1) | La Equidad                                        | Estadio Centenario, Montevideo |                        |
|                              | Vitinho 4' | Reporte   | Andrés Camilo De Armas 35' · Juan David Marín 56' | Árbitro(s): Ivo Mendez         | Árbitro(s): Ivo Mendez |

| 17 de febrero de 2018, 16:30 | La Equidad                                      | 2:2 (0:0) | Libertad                                    | Estadio Centenario, Montevideo     |                                    |
|                              | Cristian Barrios 47' · César Castaño 67' (pen.) | Reporte   | Esteban Maidana 49' · Jonathan Valiente 84' | Árbitro(s): Rodolpho Toski Marques | Árbitro(s): Rodolpho Toski Marques |

| 17 de febrero de 2018, 18:45 | Cruzeiro | 0:1 (0:1) | River Plate      | Estadio Centenario, Montevideo |                             |
|                              |          | Reporte   | Facundo Vigo 11' | Árbitro(s): Cesar Deischler    | Árbitro(s): Cesar Deischler |

### Grupo C
| Equipo                  | Pts. | PJ | PG | PE | PP | GF | GC | Dif. |
| ----------------------- | ---- | -- | -- | -- | -- | -- | -- | ---- |
| Nacional                | 7    | 3  | 2  | 1  | 0  | 13 | 0  | +13  |
| Independiente del Valle | 7    | 3  | 2  | 1  | 0  | 11 | 1  | +10  |
| Colo Colo               | 3    | 3  | 1  | 0  | 2  | 2  | 10 | -8   |
| Sport Huancayo          | 0    | 3  | 0  | 0  | 3  | 1  | 16 | -15  |

| 12 de febrero de 2018, 16:30 | Independiente del Valle                                                         | 6:1 (1:0) | Sport Huancayo            | Estadio Centenario, Montevideo   |                                  |
|                              | Stiven Plaza 29' 48' 80' 82' · Yeison Guerrero 70' (pen.) · Renny Jaramillo 79' | Reporte   | Samuel Perlaza 75' (a.g.) | Árbitro(s): José Natanael Méndez | Árbitro(s): José Natanael Méndez |

| 12 de febrero de 2018, 18:45 | Colo Colo | 0:5 (0:3) | Nacional                                                         | Estadio Centenario, Montevideo     |                                    |
|                              |           | Reporte   | Guillermo May 17' 29' 50' · Thiago Vecino 38' · Brian Ocampo 85' | Árbitro(s): Rodolpho Toski Marques | Árbitro(s): Rodolpho Toski Marques |

| 15 de febrero de 2018, 16:30 | Independiente del Valle                                                        | 5:0 (2:0) | Colo Colo | Estadio Centenario, Montevideo |                                |
|                              | Yeison Guerrero 14' · William Alarcón 34' (a.g.) · Stiven Plaza 67' 69' 90'+2' | Reporte   |           | Árbitro(s): Fernando Echenique | Árbitro(s): Fernando Echenique |

| 15 de febrero de 2018, 18:45 | Sport Huancayo | 0:8 (0:4) | Nacional | Estadio Centenario, Montevideo |                           |
|                              |                | Reporte   | Guillermo May 3' · Thiago Vecino 38' 84' · Joaquín Trasante 42' · Alfonso Trezza 45' · Juan Manuel Sanabria 66' · Sebastián Paz 78' · Ronaldo Barrios 80' | Árbitro(s): Nicolás Gallo      | Árbitro(s): Nicolás Gallo |

| 18 de febrero de 2018, 16:30 | Nacional | 0:0     | Independiente del Valle | Estadio Centenario, Montevideo |                            |
|                              |          | Reporte |                         | Árbitro(s): Alexis Herrera     | Árbitro(s): Alexis Herrera |

| 18 de febrero de 2018, 18:45 | Sport Huancayo | 0:2 (0:1) | Colo Colo          | Estadio Centenario, Montevideo |                                |
|                              |                | Reporte   | Luis Salas 45' 61' | Árbitro(s): Guillermo Guerrero | Árbitro(s): Guillermo Guerrero |

### Mejor segundo
| Equipo                  | Grupo | Pts. | PJ | PG | PE | PP | GF | GC | Dif. |
| ----------------------- | ----- | ---- | -- | -- | -- | -- | -- | -- | ---- |
| Independiente del Valle | C     | 7    | 3  | 2  | 1  | 0  | 11 | 1  | +10  |
| Talleres (Córdoba)      | A     | 7    | 3  | 2  | 1  | 0  | 6  | 1  | +5   |
| Libertad                | B     | 5    | 3  | 1  | 2  | 0  | 5  | 3  | +2   |

## Segunda fase
|  | Semifinales             | Semifinales             |   |           | Final         | Final |  |
|  |                         |                         |   |           |               |       |  |
|  |                         |                         |   |           |               |       |  |
|  | 21 de febrero           |                         |   |           |               |       |  |
|  | São Paulo               | 0                       |   |           |               |       |  |
|  | Nacional                | 3                       |   |           |               |       |  |
|  |                         |                         |   |           |               |       |  |
|  |                         |                         |   |           | 24 de febrero |       |  |
|  |                         |                         |   |           | Nacional      | 2     |  |
|  |                         | Independiente del Valle | 1 |           |               |       |  |
|  |                         |                         |   |           |               |       |  |
|  |                         |                         |   |           |               |       |  |
|  |                         |                         |   |           | Tercer lugar  |       |  |
|  | 21 de febrero           |                         |   |           |               |       |  |
|  | River Plate             | 2                       |   | São Paulo | 1 (4)         |       |  |
|  | Independiente del Valle | 3                       |   |           | River Plate   | 1 (5) |  |

### Semifinales
| 21 de febrero de 2018, 16:30 | São Paulo | 0:3 (0:1) | Nacional                                                        | Estadio Centenario, Montevideo |                                |
|                              |           | Reporte   | Mathías Laborda 31' · Guillermo May 73' · Ronaldo Barrios 90+2' | Árbitro(s): Fernando Echenique | Árbitro(s): Fernando Echenique |

| 21 de febrero de 2018, 18:45 | River Plate                       | 2:3 (0:1) | Independiente del Vallle                    | Estadio Centenario, Montevideo |                        |
|                              | José Neris 51' · Facundo Vigo 53' | Reporte   | Renny Jaramillo 40' 75' · Gonzalo Plata 73' | Árbitro(s): Ivo Mendez         | Árbitro(s): Ivo Mendez |

### Tercer lugar
| 24 de febrero de 2018, 14:15 | São Paulo                                   | 1:1 (0:1) (4:5 p.)         | River Plate                                                               | Estadio Centenario, Montevideo |                            |
|                              | Walce 90'                                   | Reporte                    | Cristian Martín 20'                                                       | Árbitro(s): Alexis Herrera     | Árbitro(s): Alexis Herrera |
|                              |                                             | Tiros desde el punto penal |                                                                           |                                |                            |
|                              | Rodrigo · Walce · Igor · Oliveira · Fabinho |                            | Aarón Borges · Juan Plada · Diego Vicente · Santiago Pérez · Facundo Vigo |                                |                            |

### Final
| 24 de febrero de 2018, 16:30 | Nacional                           | 2:1 (1:1) | Independiente del Valle      | Estadio Centenario, Montevideo |                           |
|                              | Johao Chávez 44' (a.g.) 46' (a.g.) | Reporte   | Yeison Guerrero 45+1' (pen.) | Árbitro(s): Nicolás Gallo      | Árbitro(s): Nicolás Gallo |

|                              |
| Bandera de Uruguay           |
| Campeón Nacional 1.er título |

## Goleadores
| Jugador         | Equipo                  | Goles |
| --------------- | ----------------------- | ----- |
| Stiven Plaza    | Independiente del Valle | 7     |
| Guillermo May   | Nacional                | 4     |
| Toró            | São Paulo               | 4     |
| Nahuel Bustos   | Talleres (Córdoba)      | 4     |
| Facundo Vigo    | River Plate             | 3     |
| Renny Jaramillo | Independiente del Valle | 3     |
| Robin Ramos     | Atlético Venezuela      | 3     |
| Thiago Vecino   | Nacional                | 3     |
| Yeison Guerrero | Independiente del Valle | 3     |

## Estadísticas finales
| Equipo | Equipo                  | Pts | PJ | PG | PE | PP | GF | GC | Dif | Rend. |
| ------ | ----------------------- | --- | -- | -- | -- | -- | -- | -- | --- | ----- |
| 1      | Nacional                | 13  | 5  | 4  | 1  | 0  | 18 | 1  | +17 | 86,7% |
| 2      | Independiente del Valle | 10  | 5  | 3  | 1  | 1  | 15 | 5  | +10 | 66,7% |
| 3      | River Plate             | 8   | 5  | 2  | 2  | 1  | 5  | 4  | +1  | 53,3% |
| 4      | São Paulo               | 8   | 5  | 2  | 2  | 1  | 14 | 6  | +8  | 53,3% |
| 5      | Talleres (Córdoba)      | 7   | 3  | 2  | 1  | 0  | 6  | 1  | +5  | 77,8% |
| 6      | Libertad                | 5   | 3  | 1  | 2  | 0  | 5  | 3  | +2  | 55,6% |
| 7      | La Equidad              | 4   | 3  | 1  | 1  | 1  | 4  | 4  | 0   | 44,4% |
| 8      | Atlético Venezuela      | 3   | 3  | 1  | 0  | 2  | 4  | 10 | -6  | 33,3% |
| 9      | Colo Colo               | 3   | 3  | 1  | 0  | 2  | 2  | 10 | -8  | 33,3% |
| 10     | Cruzeiro                | 0   | 3  | 0  | 0  | 3  | 2  | 6  | -4  | 00,0% |
| 11     | Quebracho               | 0   | 3  | 0  | 0  | 3  | 1  | 11 | -10 | 00,0% |
| 12     | Sport Huancayo          | 0   | 3  | 0  | 0  | 3  | 1  | 16 | -15 | 00,0% |